# Minutes to Midnight
Minutes to Midnight (с англ. — «Минуты до полуночи») — третий студийный альбом мультиплатиновой  американской рок-группы Linkin Park, релиз которого состоялся 14 мая 2007 года, за исключением Северной Америки, где он был выпущен 15 мая. Название альбома связано с Часами Судного дня. Первым синглом стал трек «What I’ve Done», вторым — «Bleed It Out», третьим — «Shadow of the Day», четвёртым — «Given Up». Последним же синглом стала песня «Leave Out All the Rest». На все синглы были сняты клипы.
В то время как Шинода признаёт, что был определенный соблазн воспользоваться хорошо проверенной формулой успеха первых двух альбомов, он говорит, что Linkin Park находится в более благоприятной обстановке, чтобы пересмотреть свой звук под руководством нового продюсера Рика Рубина.
Альбом стал «Номером Один» в 28 странах, где был выпущен в 2007 году, его синглы попали в десятку лучших практически на всех территориях, а общее число проданных альбомов превысило отметку в 5 миллионов во всём мире.
В Tour Edition этого альбома бонусом вошли три трека:
«No Roads Left» (вокал полностью Шиноды), «What I’ve Done (Distorted Remix)» и «Given Up (Third Encore Session)»

## Запись
Музыканты отправились в студию NRG с твердым намерением кардинально переработать своё звучание. «Мы не хотели утратить того, что люди ценили в нашей музыке. Но с другой стороны, мы не хотели делать трилогию. Не хотели выдавать альбом, звучание которого люди могли предугадать», — вспоминал Честер Беннингтон. Для того, чтобы достичь больших успехов в своем намерении, группа решила пригласить для совместной работы Рика Рубина, работавшего с такими коллективами как System of a Down, Red Hot Chili Peppers, Slipknot и Metallica. Как только Рубин начал работать с группой, он сразу заявил: «Я хочу, чтобы вы забыли, как звучит привычный Linkin Park, просто идите и делайте музыку. Записывайте то, что вам нравится». «И мы так и сделали, — вспоминает Роб Бурдон. — Мы стали записывать идеи, не задумываясь о том, как это должно звучать. Мы записывали все, что приходило нам в голову». Уже на начальном этапе записи всё, что создавала группа, выходило абсолютно не похожим на то, что было в первых двух альбомах Linkin Park.
Linkin Park решили перекроить не только звучание, но и подход к записи. До этого их стиль работы больше походил на работу рэп-команды: они делали трек, а поверх него записывали голос. С самыми первыми заготовками нового альбома музыкантам помогал Рик, потом Шинода работал вместе с Делсоном у себя дома, потом, когда они считали, что над треком можно было работать, они показывали трек остальным. Но так всё шло непродуктивно. «И я решил, почему бы нам не использовать 6 разных жестких дисков, 6 копий Pro Tools. Все начнут свои собственные проекты, и мы будем сходиться раз в неделю и показывать остальным, что получилось», — говорит Майк Шинода. Музыканты стали делиться своими наработками, даже не успев их завершить, и никто ещё их не слышал. Обычно запись не начиналась, пока песня не была готова на 80 %, но в этот раз запись в студии началась задолго до релиза. Так они прослушивали песни на всех стадиях создания. Так было написано около 150 песен. Ещё одним новшеством и следствием подключения Рубина к работе стали вокальные импровизации. Музыканты поняли, что если наложить голос на незаконченный проект, то можно понять, над чем ещё работать. Некоторые треки приходилось перезаписывать по 15—30 раз.
Закончив работу дома, в январе 2006 года Linkin Park переехали в студию, которую они арендовали у Korn, а после этого они перенеслись в особняк The Mansion в Lauren Canyon. В отличие от обычной студии, где все располагало к работе, в доме можно было расслабиться и повалять дурака, чем музыканты и занимались первый месяц — играли в баскетбол, шатались по дому. Спустя месяц они взяли себя в руки и решили приняться за работу. В отличие от студии, где, по сути, была всего одна комната для записи, все пространство особняка было приспособлено к работе. Практически весь первый этаж был комнатой для записи, на втором этаже была установлена вся электроника, на третьем — всё для записи вокала, что позволяло работать одновременно всем. Записи группы носили студийный характер: играть вживую группа пробовала уже после записи. В этот раз они решили поэкспериментировать и с этим, пытаясь записаться одновременно.
Ещё одной отличительной чертой записи Minutes to Midnight стало коллективное обсуждение всей работы. Если кому-то что-то не нравилось, он мог смело высказаться и попросить других поработать над нужным фрагментом. В частности, Рик Рубин устроил встречу, на которой он и все музыканты, кроме Шиноды и Беннингтона, обсуждали и правили тексты песен. Майк и Честер не захотели приходить. Честер пояснил: «В моем понимании, они все время делали что-то не так. Но было интересно, потому что хотелось услышать, что они скажут… и мне хотелось попробовать это… опровергнуть».
Под конец записи Linkin Park вернулись в NRG Studios. Для записи струнных группа привлекла к работе Дэвида Кэмпбелла, с которым они уже работали над альбомом Meteora. Вместе со своим оркестром он записал партии к 6 трекам. Последней песней, записанной для альбома, была песня «What I’ve Done», ставшая для группы выражением всей сути альбома и связью между прошлыми работами и нынешней. По словам Джо Хана, «в плане текста эта песня об осознании своих прошлых ошибок, о стремлении идти дальше в будущее. Собственно, об этом весь альбом».

## Выпуск и продвижение
5 мая произошла утечка альбома в сеть. Майк Шинода в своем блоге прокомментировал этот инцидент, он написал, что группа разочарована не только тем, что фанаты начали слушать альбом раньше срока, но и тем, что официальное издание содержит много арт-работ, и тем, что, слитые в сеть, треки расположены в неправильном порядке, а прослушивание их по порядку очень важно. «Если вы все-таки скачали песни, окажите нам большую услугу — слушайте их в правильном порядке, это будет более стоящим», — написал Шинода. Дата официального релиза отодвигалась четыре раза в общей сложности. Первоначально релиз был запланирован на лето 2006 года, потом был перенесен на осень 2006, а затем на начало 2007 года. В конечном итоге релиз состоялся 11 мая 2007 года.
2 апреля 2007 года состоялся релиз первого сингла из альбома, «What I’ve Done». В тот же день вышел клип на песню, режиссёром которого стал диджей группы Джо Хан. Видео, снятое в пустыне Калифорнии, имеет социально-политический уклон: помимо кадров исполнения песни группой, в нём присутствуют кадры испытания атомной бомбы, рушащиеся башни-близнецы, преступления Ку-клукс-клана, известные диктаторы, такие как Фидель Кастро, Адольф Гитлер, Иосиф Сталин, дети, держащие АК, разгон полицией и армией демонстраций, задымленные мегаполисы, изображения людей, голодающих в Африке, контрастируют с кадрами того, как люди, страдающие от ожирения, поедают фаст-фуд. Эксклюзивно для австралийских зрителей было представлено альтернативное видео на песню — клип в виде небольшого сюжета о некой компании, разрабатывающей смертельный вирус в целях социального контроля. Песня «What I’ve Done» стала саундтреком к фильму «Трансформеры», что положило начало долгосрочному сотрудничеству группы и команды создателей серии фильмов «Трансформеры». Сингл «What I’ve Done» достиг вершин чартов Alternative Songs и Hot Mainstream Rock Tracks и занял 7 место в Billboard Hot 100, получил «золотой» статус в Японии, Дании и Германии и дважды «платиновый» — в США.
На концерте Live Earth в Японии было объявлено, что следующим синглом станет «Bleed It Out» и что группа недавно закончила съемки клипа на песню. 6 августа Warner Music Malaysia в честь пятидесятилетия независимости Малайзии в Subang Jaya в Селангоре провел вместе с Национальным Банком Крови кампанию под названием «The Bleed It Out blood donation» (англ. Bleed It Out донорство крови). Релиз сингла состоялся 14 августа 2007 года. На MTV Германия 31 июля состоялась премьера видеоклипа на песню, снятого Джо Ханом.
12 ноября вышел третий сингл из альбома, «Shadow of the Day». Видео, выпущенное 15 октября, снова снял Джо Хан. Впервые в клипе не было кадров исполнения песни группой.
3 марта 2008 года вышел четвёртый сингл «Given Up». Клип на песню, выпущенный 4 марта, стал единственным live-видео группы.
14 мая, спустя год после выхода альбома, Linkin Park решили сделать подарок фанатам. Они выложили в свободный доступ на своем официальном сайте альтернативные буклеты альбома, которые были созданы ещё в 2007 году.
14 июля в официальную продажу поступил последний, пятый сингл, «Leave Out All the Rest». В октябре на сайте официальном сайте MTV было объявлено, что «Leave Out All The Rest» станет саундтреком к новому фильму режиссёра Кэтрин Хардвик «Сумерки». Также песня прозвучала в сериале «C.S.I.: Место преступления». Режиссёром клипа на песню, вышедшего, снова стал Джо Хан. Видео было снято по мотивам научно-фантастического фильма «Пекло». «Мы исследователи в космосе, точно так же, как когда мы отправляемся в турне, — сказал Хан. — Мы оставляем нашу личную жизнь позади, и я думаю, это в некотором роде связано с „Leave Out All The Rest“, в которой говорится о том, что нам приходится отказываться от чего-то, чтобы сделать что-то лучшее».
Фильм о работе над альбомом, получивший название The Making of Minutes to Midnight, был представлен на 24-м Интернациональном Кинофестивале в Санта-Барбаре. Там же было представлено видео на песню «Given Up» и короткометражный фильм Джо Хана The Seed.

## Концертные выступления
Европейский тур в поддержку нового альбома начался 29 апреля 2007 года. Первый за последние два года концерт группа отыграла в Берлине. На концерте были сыграны песни из двух предыдущих альбомов, а также композиции из нового альбома: «What I’ve Done», «Given Up» и «No More Sorrow». 2 мая в Гонконге прошло мероприятие, посвященное продвижению нового альбома, на котором был исполнен трек «Bleed It Out». Во время концертов европейского тура также исполнялись треки из нового альбома «Leave Out All the Rest», «The Little Things Give You Away», «In Pieces». Последний концерт европейского тура состоялся 12 июня в Праге. Некоторые треки, такие как «Given Up», «Leave Out All the Rest», «What I’ve Done», «Bleed It Out», «No More Sorrow», «Shadow of the Day» вошли в концертные программы туров в поддержку четвёртого и пятого альбомов Linkin Park.
15 октября 2007 на концерте в Мельбурне (Австралия) после того, как группа отыграла 4 песни, в начале песни «Papercut» Честер Беннингтон сломал запястье на правой руке. При очередном прыжке с лестницы, расположенной между барабанной и диджейской установками, Честер, прыгая, зацепился и упал на запястье. Не придав этому значения, он продолжал выступать с группой, но потом всё же ушёл за кулисы, где ему оказали первую медицинскую помощь. Шинода в этом время рассказал о случившемся публике и просил всех немного подождать, и после перерыва группа продолжила выступление.
Зимой 2008 года Linkin Park организовали тур, состоящий из 19 концертов в 17 американских городах и в канадском Лондоне. Тур начался 12 февраля, а закончился 10 марта. Для тура было составлено 3 различных сет-листа, в который в дополнение к остальным вошла песня из нового альбома «Valentine’s Day». Для этого тура было разработано новое оформление сцены: большие вращающиеся экраны, подвижные барабанная и диджейская установки, мост, с помощью которого Беннингтон мог попадать прямо в толпу, треугольная сцена. Кроме того, до этого ещё ни одном из предыдущих концертов не было такого, чтобы зрители размещались вокруг всей сцены. 21 февраля на концерте, прошедшем в Нью-Йорке в Madison Square Garden, вместе с группой выступил рэпер Jay-Z. Вместе они исполнили 2 песни из своего совместного альбома Collision Course — «Numb/Encore» и «Jigga What/Faint». Концерты 1 марта и в Альбукерке (штат Нью-Мексико) и 2 марта в Эль-Пасо (штат Техас) были отменены из-за того, что Честер Беннингтон подхватил трахеобронхит.

### Projekt Revolution

#### 2007
Летом 2007 года Linkin Park организовали очередной, четвёртый Projekt Revolution Tour, в котором, кроме них, участвовали My Chemical Romance, HIM, Placebo, Julien-K, Taking Back Sunday (на основной сцене) и Mindless Self Indulgence, Saosin, The Bled, Styles of Beyond, Madina Lake (на сцене для молодых исполнителей (Revolution Stage)). Для тура было составлено 5 разных сет-листов. Велись профессиональные записи каждого из 29 концертов. Также фанаты получили возможность купить аудиозапись концерта, на котором побывали. Приходя на концерт, зритель мог в специальном месте продажи аудиозаписей концертов приобрести пустой диск, внутри футляра находилась инструкция о том, как и где скачать данный концерт, специальный уникальный код для подтверждения, что зритель приобрел этот концерт, и инструкция, как позже записать скачанные аудиофайлы на прилагающийся пустой диск. Треки с концерта становились доступны для скачивания максимум через 3 дня после концерта. Каждый трек записан и сведен официальным звукоинженером Linkin Park. Скачать их можно было только в течение 3 дней после опубликования концерта на сайте. Тур завершился 3 сентября. Вначале Point of Autority исполнялись различные песни Fort Minor, старые песни Linkin Park и «Second 2 None» (совместно с Styles of Beyond). После окончания последнего концерта тура состоялось бракосочетание вокалиста My Chemical Romance Джерарда Уэя и басистки Mindless Self Indulgence LynZ.

#### 2008
В 2008 году Projekt Revolution впервые вышел за пределы Америки. Вместе с HIM, N.E.R.D, The Used и The Blackout Linkin Park отыграли 4 концерта в Европе: 3 в Германии и 1 в Англии. Запись концерта, состоявшегося в Милтон-Кинс, решено было выпустить на DVD. В связи с этим Linkin Park обратились к фанатам за помощью, предложив им придумать название диска. 21 ноября 2008 DVD был выпущен под названием Road to Revolution: Live at Milton Keynes. Кроме концертов в Европе, было отыграно 22 концерта в США, в которых вместе с LP принимали участие Крис Корнелл, The Bravery, Busta Rhymes, Ashes Divide, Street Drum Corps на основной сцене и Atreyu, 10 Years, Hawthorne Heights, Armor for Sleep на Revolution Stage. Для американских концертов Linkin Park изменили сет-лист, добавив в него «We Made It», также Честер Беннингтон исполнял «Hunger Strike» вместе с Крисом Корнеллом.
Для нового тура Linkin Park переделали вступления и окончания многих песен (в том числе и из альбома Minutes to Midnight), которые уже исполнялись на прошедших концертах. В частности, инструментальная композиция «Wake» была кардинально переделана и переименована в «Wake 2.0», вступление к песне «No More Sorrow» исполнялось Делсоном с использованием eBow. Также была исполнена впервые «Announcement Service Public». Впервые в истории группы на концерте было исполнено барабанное соло.

## Список композиций
Слова и музыка всех песен — Linkin Park.
| №   | Название                          | Длительность |
| --- | --------------------------------- | ------------ |
| 1.  | «Wake»                            | 1:40         |
| 2.  | «Given Up»                        | 3:09         |
| 3.  | «Leave Out All the Rest»          | 3:29         |
| 4.  | «Bleed It Out»                    | 2:44         |
| 5.  | «Shadow of the Day»               | 4:49         |
| 6.  | «What I’ve Done»                  | 3:25         |
| 7.  | «Hands Held High»                 | 3:53         |
| 8.  | «No More Sorrow»                  | 3:41         |
| 9.  | «Valentine's Day»                 | 3:16         |
| 10. | «In Between»                      | 3:16         |
| 11. | «In Pieces»                       | 3:38         |
| 12. | «The Little Things Give You Away» | 6:23         |

| №   | Название                             | Длительность |
| --- | ------------------------------------ | ------------ |
| 13. | «No Roads Left (Нет другого выхода)» | 3:52         |
| 14. | «What I've Done» (distorted remix)   | 3:50         |
| 15. | «Given Up» (third encore session)    | 3:09         |

| №   | Название                                | Длительность |
| --- | --------------------------------------- | ------------ |
| 13. | «What I've Done» (live at AOL Sessions) | 3:29         |
| 14. | «No Roads Left» (pre-order only)        | 3:52         |

| №   | Название                                  | Длительность |
| --- | ----------------------------------------- | ------------ |
| 13. | «Breaking the Habit» (live at soundcheck) | 4:25         |
| 14. | «What I've Done» (live at soundcheck)     | 3:24         |

| №   | Название                                | Длительность |
| --- | --------------------------------------- | ------------ |
| 13. | «What I've Done» (live at AOL Sessions) | 3:29         |
| 14. | «No More Sorrow» (live at AOL Sessions) | 3:45         |

| №   | Название                | Длительность |
| --- | ----------------------- | ------------ |
| 13. | «Faint» (live in Japan) | 2:46         |

| №   | Название                           | Длительность |
| --- | ---------------------------------- | ------------ |
| 13. | «Faint» (live in Japan)            | 2:46         |
| 14. | «No Roads Left»                    | 3:52         |
| 15. | «What I've Done» (distorted remix) | 3:50         |
| 16. | «Given Up» (third encore session)  | 3:09         |

| №  | Название             | Длительность |
| -- | -------------------- | ------------ |
| 1. | «One Step Closer»    |              |
| 2. | «Lying from You»     |              |
| 3. | «Somewhere I Belong» |              |
| 4. | «No More Sorrow»     |              |
| 5. | «Papercut»           |              |

| №  | Название          | Длительность |
| -- | ----------------- | ------------ |
| 1. | «What I've Done»  | 7:27         |
| 2. | «One Step Closer» | 4:10         |
| 3. | «Faint»           | 4:07         |

| №   | Название          | Длительность |
| --- | ----------------- | ------------ |
| 13. | «No Roads Left»   | 3:48         |
| 14. | «Across the Line» | 3:11         |

## Видеоклипы
- What I’ve Done
- Bleed It Out
- Shadow of the Day
- Given Up
- Leave Out All the Rest

## Участники записи
| Linkin Park - Честер Беннингтон — вокал, ритм-гитара в «Shadow of the Day» и «No Roads Left» - Роб Бурдон — ударные - Брэд Делсон — соло-гитара, программирование в «Hands Held High» - Дэйв Фаррелл — бас-гитара, бэк-вокал («The Little Things Give You Away») - Джо Хан — диджей, синтезатор, programming - Майк Шинода — вокал, ритм-гитара, клавишные, бэк-вокал Продюсирование - Продюсеры — Рик Рубин и Майк Шинода - Звукорежиссёры — Dana Nielsen, Andrew Scheps и Ethan Mates - Ассистент звукорежиссёра — Phillip Broussard, Jr. - Сведение — Neal Avron - Mixing assisted by Nicolas Fournier and George Gumbs - Мастеринг — Dave Collins | Приглашенные музыканты («Leave Out All the Rest», «Shadow of the Day», «Hands Held High» и «The Little Things Give You Away») - David Campbell — струнные аранжировки и дирижирование - Майк Шинода и Брэд Делсон — струнные аранжировки - Armen Garabedian — скрипка - Charlie Bisharat — - Gerry Hilera — скрипка - Josefina Vergara — скрипка - Julian Hallmark — скрипка - Mario DeLeon — скрипка - Natalie Leggett — скрипка - Sara Parkins — скрипка - Songa Lee-Kitto — скрипка - Andrew Picken — Альт - Matt Funes — альт - Larry Corbett — виолончель - Suzie Katayama — виолончель |

## Чарты и сертификации
| Чарт                          | Высшая позиция |
| ----------------------------- | -------------- |
| Australian Albums Chart       | 1              |
| Austrian Album Chart          | 1              |
| Belgium Flanders Album Chart  | 2              |
| Belgium Wallonian Album Chart | 2              |
| Canadian Album Chart>         | 1              |
| Czech Album Chart             | 1              |
| Danish Album Chart            | 2              |
| Dutch Albums Chart            | 2              |
| Finnish Albums Chart          | 1              |
| French Album Chart            | 1              |
| German Album Chart            | 1              |
| Hungarian Albums Chart        | 1              |
| Italian Albums Chart          | 1              |
| Japanese Albums Chart         | 2              |
| Mexican Albums Chart          | 2              |
| New Zealand Albums Chart      | 1              |
| Norwegian Albums Chart        | 1              |
| Polish Album Chart            | 2              |
| Portuguese Albums Chart       | 3              |
| Swedish Albums Chart          | 1              |
| Swiss Albums Chart            | 1              |
| Spanish Albums Chart          | 2              |
| Taiwan 5-Music Western Chart  | 1              |
| Taiwan G-Music Western Chart  | 1              |
| Taiwanese Album Chart         | 2              |
| UK Albums Chart               | 1              |
| US Billboard 200              | 1              |
| U.S. Digital Albums           | 1              |
| U.S. Internet Albums          | 1              |
| U.S. Rock Albums              | 1              |

| Страна         | Провайдер        | Сертификация |
| -------------- | ---------------- | ------------ |
| Австралия      | ARIA             | 2×Платиновый |
| Австрия        | IFPI             | 2×Платиновый |
| Бельгия        | BEA              | Золотой      |
| Великобритания | BPI              | Платиновый   |
| Венгрия        | Mahasz           | Золотой      |
| Германия       | BVMI             | 3×Платиновый |
| Греция         | IFPI Greece      | Золотой      |
| Дания          | IFPI Denmark     | Золотой      |
| Новая Зеландия | RIANZ            | 2×Платиновый |
| Польша         | ZPAV             | Золотой      |
| США            | RIAA             | 2×Платиновый |
| Финляндия      | IFPI Finland     | Золотой      |
| Франция        | SNEP             | Золотой      |
| Швейцария      | IFPI Switzerland | 2×Платиновый |
| Япония         | RIAJ             | Платиновый   |

### Синглы
| Год  | Песня                    | Высшая позиция | Высшая позиция | Высшая позиция | Высшая позиция | Высшая позиция | Высшая позиция | Высшая позиция | Высшая позиция | Высшая позиция | Высшая позиция | Высшая позиция | Высшая позиция | Высшая позиция | Высшая позиция | Высшая позиция | Высшая позиция | Высшая позиция | Сертификации                                                            |
| Год  | Песня                    | B100           | ALT            | MAIN           | АВС            | АВТ            | БЕЛ            | ВЕЛ            | ГЕР            | ИРЛ            | ИТА            | КАН            | НИД            | НОЗ            | НОР            | ФРА            | ШВА            | ШВЕ            | Сертификации                                                            |
| ---- | ------------------------ | -------------- | -------------- | -------------- | -------------- | -------------- | -------------- | -------------- | -------------- | -------------- | -------------- | -------------- | -------------- | -------------- | -------------- | -------------- | -------------- | -------------- | ----------------------------------------------------------------------- |
| 2007 | «What I’ve Done»         | 7              | 1              | 1              | 13             | 8              | 26             | 6              | 4              | 15             | 3              | 3              | 28             | 9              | 12             | —              | 6              | 6              | Список - США: 2×Платиновый - ГЕР: Золотой - ДАН: Золотой - ЯПО: Золотой |
| 2007 | «Bleed It Out»           | 52             | 2              | 3              | 24             | 43             | 72             | 29             | 40             | 43             | —              | 22             | —              | 7              | —              | —              | 42             | 14             | Список США: Платиновый                                                  |
| 2007 | «Shadow of the Day»      | 15             | 2              | 6              | 15             | 6              | 52             | 46             | 12             | —              | —              | 12             | —              | 13             | —              | 20             | 11             | 20             | Список США: Платиновый                                                  |
| 2008 | «Given Up»               | 99             | 4              | 5              | —              | —              | —              | —              | 53             | —              | —              | —              | —              | —              | —              | —              | —              | —              |                                                                         |
| 2008 | «Leave Out All the Rest» | 94             | 11             | 33             | 24             | 17             | —              | 90             | 15             | —              | —              | —              | —              | 38             | —              | —              | 36             | 42             | Список США: Золотой                                                     |